# Turbo marisrubri
Turbo marisrubri is een slakkensoort uit de familie van de Turbinidae. De wetenschappelijke naam van de soort is voor het eerst geldig gepubliceerd in 2001 door Kreipl & Alf.